# Miloš Adamović
Miloš Adamović (serbisch-kyrillisch Милош Адамовић, * 19. Juni 1988 in Šabac) ist ein serbischer Fußballspieler.

## Karriere
Miloš Adamović begann seine Karriere beim serbischen Verein OFK Belgrad und wurde zweimal an zweitklassige serbische Vereine ausgeliehen. Seine nächste Station war der moldawische Spitzenverein Sheriff Tiraspol, wo er von 2010 bis 2011 spielte. Im Februar 2011 wurde der Mittelfeldspieler an Polonia Warschau ausgeliehen. Nach nur drei absolvierten Partien in Polen wurde er im Sommer 2011 an den kasachischen Erstligisten FK Taras und im Sommer 2012 an den ebenfalls kasachischen Klub Sunkar Kaskelen ausgeliehen. Es folgten Stationen bei Ravan Baku (Aserbaidschan) und dem serbischen Erstligisten Mladost Lucani; seit Beginn der Saison 2015/16 spielt er für den ungarischen Traditionsverein Vasas Budapest. 